# Opseg (logika)
Opseg je koncept nemonotonske logike koji je kreirao Džon Makarti da bi formalizovao pretpostavku zdravog razuma da su stvari onako kako se očekuje osim ako nije drugačije naznačeno. Opseg je kasnije koristio Makarti u pokušaju da reši frame problemproblem okvira. Da bi primenio opseg u svojoj početnoj formulaciji, Makarti je proširio logiku prvog reda kako bi omogućio minimizovanje proširenja nekih predikata, gde je proširenje predikata skup skupova vrednosti na kojima je predikat istinit. Ova minimizacija je slična pretpostavci zatvorenog sveta da je lažno ono što se ne zna da je istina.
Prvobitni problem koji je Makarti razmatrao bio je problem misionara i ljudoždera: postoje tri misionara i tri kanibala na jednoj obali reke; moraju da pređu reku koristeći čamac koji može da ponese samo dvoje, uz dodatno ograničenje da ljudožderi nikada ne smeju biti brojniji od misionara na bilo kojoj obali (jer bi u suprotnom misionari bili ubijeni i, verovatno, pojedeni). Problem koji je Makarti razmatrao nije bio u pronalaženju niza koraka za postizanje cilja (članak o problemu misionara i kanibala sadrži jedno takvo rešenje), već pre u isključivanju uslova koji nisu eksplicitno navedeni. Na primer, rešenje „idi pola milje južnije i pređi reku na mostu” intuitivno ne važi jer se u opisu zadatka takav most ne pominje. S druge strane, postojanje ovog mosta nije isključeno konstatacijom problema. To što most ne postoji je posledica implicitne pretpostavke da iskaz problema sadrži sve što je relevantno za njegovo rešenje. Eksplicitno navođenje da most ne postoji nije rešenje za ovaj problem, jer postoje mnogi drugi izuzetni uslovi koje treba isključiti (kao što je prisustvo užeta za obuzdavanje kanibala, prisustvo većeg čamca u blizini, itd.)
Opseg je kasnije koristio Makarti da formalizuje implicitnu pretpostavku inercije: stvari se ne menjaju osim ako nije drugačije naznačeno. Činilo se da je ograničenje bilo korisno da se izbegne preciziranje da se uslovi ne menjaju svim radnjama osim onih za koje se izričito zna da ih menjaju; ovo je poznato kao problem okvira. Međutim, kasnije se pokazalo da rešenje koje je predložio Makarti u nekim slučajevima dovodi do pogrešnih rezultata, kao u scenariju Jejlskog problema pucanja. Postoje druga rešenja za problem okvira koja ispravno formalizuju Jejlski problem pucanja; neki koriste opseg ali na drugačiji način.

## Spoljašnje veze
- Circumscription – a form of nonmonotonic reasoning, a paper by McCarthy.
- An explanation in the Stanford encyclopedia on philosophy